# 贝纳赫韦尔
贝纳赫韦尔，是西班牙巴伦西亚自治区巴伦西亚省的一个市镇。总面积70平方公里，总人口181人（2001年），人口密度3人/平方公里。